# حلم ابن السبيل (مسلسل)

## قصة
تدور الأحداث حول الصراع بين الأخوة الأشقاء على الميراث وبحثهم الدائم عن المال دون أي أعتبار لصلة الدم أو المودة بين الأخوة والأقارب أو للقيم الأنسانية سوى الجشع الذي أعمى بصيرتهم لترى العديد من الروابط المفككة مثل الأم التي تتخلى عن إبنها من زوجها الأول لانشغالها برعاية أولادها من زوجها الثاني أو الأب الذي يكتب ورشته لزوجته الأولى دون سند.

## فريق العمل

### بطولة
| - كمال أبو رية: مراد فاروق العجمي - حسن حسني: رضوان السيسي - فادية عبد الغني: انعام والدة مراد - وائل نور: منير صديق مراد - محمد الشقنقيري: ثروت هاشم أخو مراد - داليا مصطفى: هبة الشافعي زوجة مراد - زيزي البدراوي: جمالات زوجة فاروق - ميرنا وليد: صفاء هاشم أخت مراد - محمد كامل: فاروق العجمي والد مراد - حمدي شرف الدين: هاشم زوج أنعام الثاني - شيماء عقيد: نعمة أخت مراد - ميسون: نعمات أخت مراد | - نادر حسن: طارق هاشم أخو مراد - جيهان قمري: سامية رضوان زوجة ثروت - زيزي مصطفى: أم هبة - يوسف فوزي: والد هبة - محمد عبد الجواد: شامل زوج صفاء هاشم - أشرف زكي: حمدي عامل بالورشة - بهجت عدلي: خالد رضوان - محمد ريحان: المعلم لطفي - أشرف طلبة: زينهم - جلال عثمان: شحتة عامل بمصنع ثروت - حسين الشريف: جاد عامل بمصنع ثروت | - رباب ممتاز: كريمة - ليلى جمال: زوجة لطفي - كمال الألفي: المعلم جمال - حسام فارس: أيمن - مهدي عباس: سعيد القهوجي - نهى إسماعيل: سلوى لطفي - سيد صادق: المحاسب لبيب - محيي الدين عبد الحميد: د. مختار - سليمان حسين - فاروق رمضان - سيد الطيب | - محمد سعيد عبودة - إبراهيم الأبيض - مصطفى عكاشة - محمد عمار - محمد عتريس: فرغلي - حازم فؤاد - محمود مهدي عباس: - عبد المنعم المرصفي - جمال يوسف: وكيل النيابة - محمد عبد الحليم - أحمد الحلواني |